# نجلاء هبة الله سلطان
نجلاء هبة الله سلطان (بالتركية العثمانية: نجله هبت الله سلطان)‏ (بالتركية: Necla Hibetullah Sultan)‏ هي أميرة عثمانية (ومصرية بحكم الزواج) ولدت في 15 مايو 1926 في نيس، وتوفيت في 6 أكتوبر 2006 في مدريد ودفنت في إسطنبول.
نجلاء هبة الله سلطان هي بنت شاهزاده عمر فاروق بن عبد المجيد الثاني وأمها رقية صبيحة سلطان صغرى بنات السلطان العثماني محمد السادس، وكانت متزوجة من الأمير عمرو إبراهيم وهو من سلالة محمد علي باشا (تزوجا سنة 1943، وتوفي سنة 1977)، ولهما ولد واحد هو عثمان رفعت الذي ولد في 20 مايو 1951.